# Merve Kavakçı
Merve Safa Kavakçı (Ankara, 19 d'agost de 1968) és una política turca, elegida diputada del partit pro-islamista Partit de la Virtut (Fazilet Partisi) per a Istambul el 18 d'abril de 1999. Actua com a ambaixadora turca a Malàisia.
El 2 de maig de 1999, es va impedir a Kavakçı que realitzés el seu jurament a l'Assemblea Nacional a causa del seu hijab al cap. No va revelar la seva ciutadania estatunidenca, que es va revelar després de les eleccions, i va perdre el seu lloc al parlament al març de 2001. El Tribunal Constitucional va tancar el Partit de la Virtut el juny de 2001.
El 2007, Kavakçı va guanyar el cas legal quan el Tribunal Europeu de Drets Humans va trobar que l'expulsió de Kavakcı del parlament era una violació dels drets humans. Des de llavors, Kavakçı ha estat una crítica franca del sistema polític secular de Turquia, viatjant pel món en suport dels drets de les dones musulmanes, especialment amb el hijab. A més de conferències a les universitats d'Europa i els Estats Units, Kavakçı es va dirigir al Parlament de les Religions del Món de 2004 a Barcelona. Kavakci també es va dirigir al parlament britànic a Londres (Anglaterra). Ha impartit classes i ha parlat en multitud d'universitats estatunidenques i europees, incloses les universitats de Harvard, Yale, Berlin, Hamburg, Hannover, Duisburg i Cambridge.
Kavakçı és una hafiza. Va obtenir el màster a la Universitat Harvard i el seu doctorat a la Universitat Howard. Kavakçı és actualment professora de la Universitat George Washington i de la Universitat Howard a Washington D.C.
Kavakçı és reconeguda entre els 500 musulmans més influents del món. Va ser reconeguda entre «Women of Excellence» per NAACP i GWU el 2004. Va rebre el «Premi del Servei Públic» en homenatge i en reconeixement d'esforços per a l'avanç dels drets humans i l'apoderament de dones musulmanes per part de l'Association for Women and Children l'any 2000. Va rebre el premi «Servei a la Humanitat» per Haus Der Kulturellen Aktivität und Toleranz a Viena (Àustria) el 1999. Va rebre el premi «Mare de l'any» per la Plataforma de Capital d'Ankara i l'Organització Nacional de la Joventut l'any 1999.
Kavakçı és consultada pel Congrés dels Estats Units d'Amèrica sobre el món musulmà, i és columnista per al diari conservador turc Vakit. Es autora de sis llibres i nombrosos articles.
El 2012, es va publicar un llibre sobre Kavakçı titulat The Day Turkey Still Still: Merve Kavakçı's Walk into the Parliament, de Richard Peres.
Ella té ascendència georgiana per part de pare, i té dues filles, Fatima Abushanab i Mariam Kavakci.